# Anna Abreu

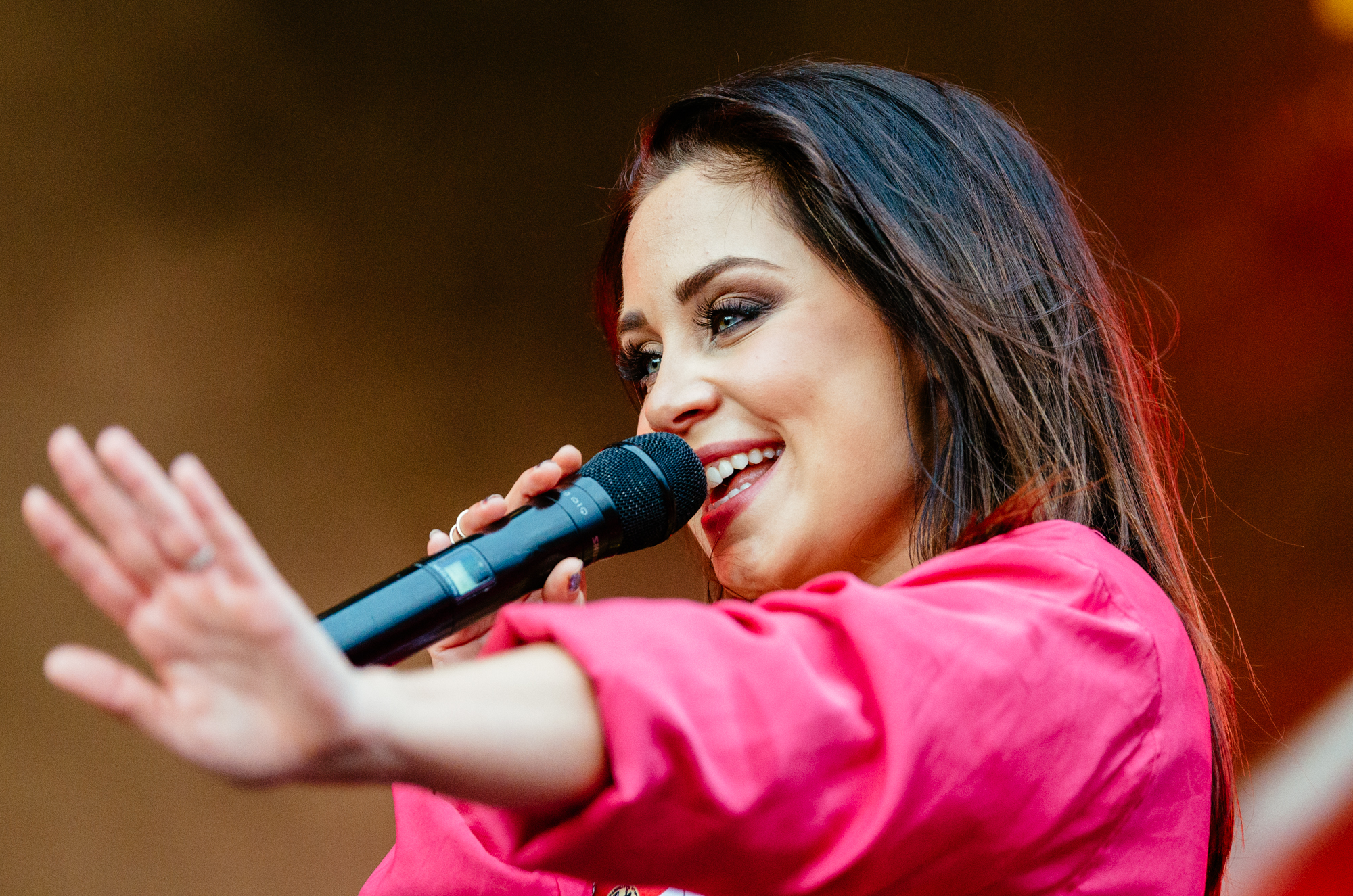
Anna Abreu.

Anna Eira Margarida Mourão de Melo e Abreu (Vantaa, Finlandia; 7 de febrero de 1990), más conocida como Anna Abreu, es una cantante finlandesa-portuguesa que creadora de los sencillos «End Of Love» e «Ivory Tower».

## Biografía
Su género se encuentra entre el pop y R&B, con importantes influencias latinas. En su último disco, de la mano de Sony BMG Music Entertainment editó la canción Contigo Corazón. En 2013 se casó con Lauri Heiskari y adoptó su apellido, Anna Eira Margarida Heiskari.

## Álbumes
- Anna Abreu (2007)
- Now (2008)
- Just a Pretty Face? (2009)
- Rush (2011)
- Greatest Hits (2012)
- V (2014)
- Sensuroimaton versio (2016)
- Teipillä tai rakkaudella (2019)